# Escocés del Úlster

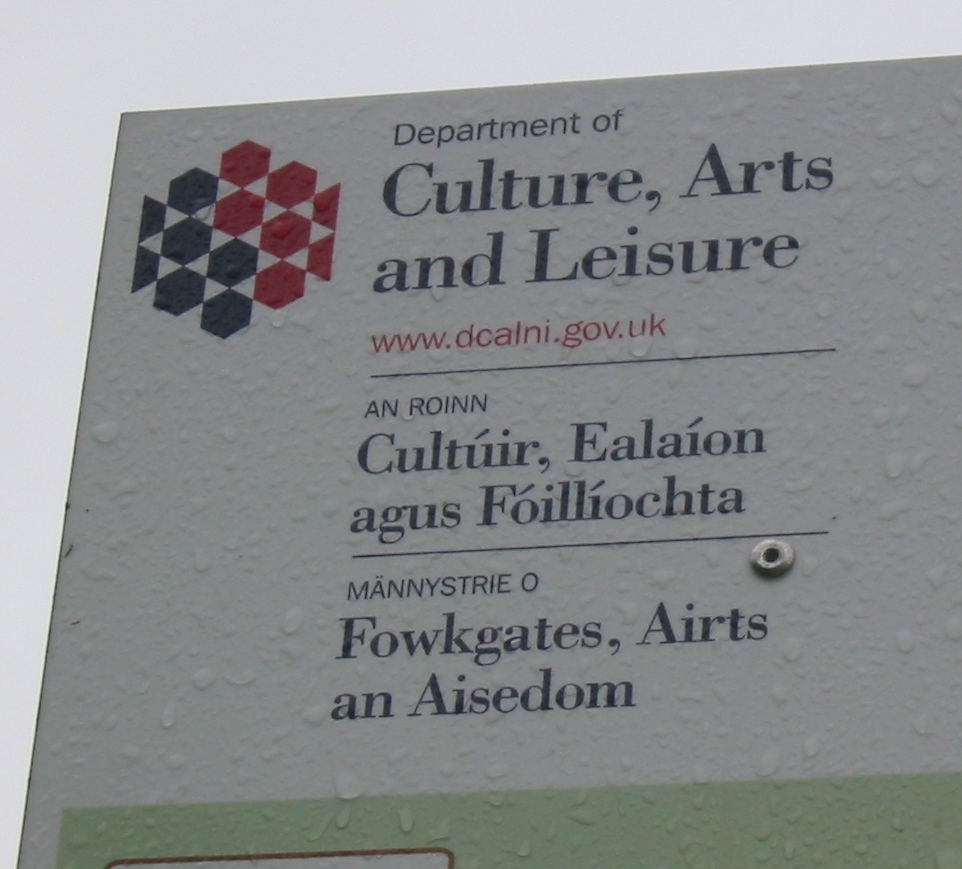
Un ejemplo de señalización plurilingüe, en inglés, irlandés y escocés del Ulster.

El escocés del Úlster se refiere a las variantes del idioma escocés que se habla en las provincias irlandesas del Úlster, en Irlanda del Norte (Reino Unido).
El número de hablantes se estima entre los 35.000 en Irlanda del Norte y un total de 100.000 si incluimos la República de Irlanda.

## Estatus
Entusiastas como Philip Robinson, autor de Ulster-Scots: A Grammar of the Traditional Written and Spoken Language, La sociedad del Escocés del Úlster Ulster-Scots Language Society  y promotores como la Ulster-Scots Academy  son de la opinión de que el escocés del Úlster es una lengua por derecho propio. Esta posición ha sido criticada por la Ulster-Scots Agency, un reportaje de la BBC afirma que: "La Agencia acusa a la academia de erróneamente promover el escocés del Úlster como una lengua diferente del escocés". Una posición que se refleja en muchas de las respuestas de la Academia a las consultas públicas para la creación de una academia del Escocés del Úlster. En la línea de los críticos Aodán Mac Póilin ha escrito que no hay argumento lingüístico para considerar el escocés del Úlster como un idioma.